# Oeverbabbelaar
De oeverbabbelaar (Turdoides tenebrosa) is een zangvogel uit de familie Leiothrichidae.

## Verspreiding en leefgebied
Deze soort komt voor van de noordoostelijke Centraal-Afrikaanse Republiek tot noordwestelijk Oeganda en zuidwestelijk Ethiopië.

## Status
De grootte van de populatie is niet gekwantificeerd maar de soort wordt omschreven als plaatselijk zeldzaam tot algemeen. Op de Rode lijst van de IUCN heeft deze soort de status niet bedreigd.